# Sansewieria gwinejska
Sansewieria gwinejska (Dracaena trifasciata) – gatunek roślin z rodziny szparagowatych (Asparagaceae). Pochodzi z Afryki równikowej (Zair, Nigeria). Uprawiany jako roślina pokojowa już od kilku stuleci. Ze względu na zagnieżdżenie dawniej wyróżnianego rodzaju sansewieria Sansevieria w obrębie rodzaju dracena Dracaena, gatunek został w 2017 roku włączony właśnie do rodzaju.

## Morfologia
Sukulent liściowy. Roślina dorasta do 120 cm wysokości, jednakże zazwyczaj osiąga do 80 cm. W sprzedaży również są karłowate odmiany do 30 cm. Sansewieria gwinejska posiada długie, ostro zakończone liście o szerokości 5–6 cm i zielonej barwie z żółtawym lub kremowym brzegiem (w porównaniu do innych odmian). Kwitnięcie na początku lata.

## Wymagania
Roślina długowieczna bardzo wytrzymała na niekorzystne warunki jak susza, duże różnice temperatur lub silne nasłonecznienie. Równie dobrze rośnie w pełnym słońcu, półcieniu, jak i w cieniu. Roślina potrafi znieść spadki temperatury nawet poniżej 10 °C. Podlewanie w lecie: raz na 1-2 tygodnie w zimie nawet co 3 tygodnie. Nawożenie tylko w okresie letnim – co 3 tygodnie nawozami np. dla kaktusów. Przesadzanie dokonujemy co 2 lata (w przypadku młodszych roślin), co 3 lata w przypadku starszych.

## Zastosowania
Roślina uprawiana jest jako doniczkowa w domach. Dowiedziono, że oczyszcza powietrze wewnątrz pomieszczeń zmniejszając stężenie 4 z 5 głównych toksyn mogących skutkować syndromem chorego budynku, przy czym jednak intensywność procesu jest tak mała, że nie ma praktycznego znaczenia (dla poprawy jakości powietrza na każdym m² podłogi w pomieszczeniach musiałoby znajdować się 10 do 1000 roślin).